# 向著大海，再一步
《向著大海，再一步》，是一部於2009年上映的韓國電影，由崔智英執導，韓藝璃、朴智英、金榮在、洪宗玄等人主演。

## 劇情介紹
喚醒沉睡之心的春日羅曼史。睜開眼，愛情就會來到...
女高生媛優（韓藝璃 飾）不幸地患上了在成年人中發病率只有0.1%的嗜睡症。上課時、考試時，甚至走路時都會突然陷入沉睡。

單身母親妍熙（朴智英 飾）由於擔心女兒臉上漸漸地失去了笑容。

心像在寒冷的冬日里，薄冰弥漫，母女俩这样过了一天又一天。

當如童話中的王子般俊美的少年俊錫（洪宗玄 飾）與伸出溫暖的手的青年善才（金榮在 飾）出現在母女倆面前，她們的心開始泛起波瀾。

## 主要演員
- 韓藝璃  飾演 媛優
- 朴智英  飾演 妍熙
- 金榮在  飾演 善才
- 洪宗玄  飾演 俊錫

## 周邊商品
| DVD                      | 光碟 | 發行公司 | 製片公司   | 發行日期      |
| 《向着大海，再一步》 DVD | 1    | DS Media | INDIESTORY | 2011年3月15日 |

## 外部連結
- Naver電影 - 向著大海，再一步
- Daum電影 - 向著大海，再一步（页面存档备份，存于）
- 韓國電影數據庫 - 向著大海，再一步（页面存档备份，存于）